# Sportlövészet a 2004. évi nyári olimpiai játékokon
A 2004. évi nyári olimpiai játékokon a sportlövészetben tizenhét szám versenyét rendezték.

## Éremtáblázat
(A magyar érmesek eltérő háttérszínnel, az egyes számoszlopok legmagasabb értéke vagy értékei vastagítással kiemelve.)
| A 2004. évi nyári olimpiai játékok éremtáblázata sportlövészetben | A 2004. évi nyári olimpiai játékok éremtáblázata sportlövészetben | A 2004. évi nyári olimpiai játékok éremtáblázata sportlövészetben | A 2004. évi nyári olimpiai játékok éremtáblázata sportlövészetben | A 2004. évi nyári olimpiai játékok éremtáblázata sportlövészetben | Olimpia  |
| ----------------------------------------------------------------- | ----------------------------------------------------------------- | ----------------------------------------------------------------- | ----------------------------------------------------------------- | ----------------------------------------------------------------- | -------- |
|                                                                   | Ország                                                            | Arany                                                             | Ezüst                                                             | Bronz                                                             | Összesen |
| 1.                                                                | Kína (CHN)                                                        | 4                                                                 | 2                                                                 | 3                                                                 | 9        |
| 2.                                                                | Oroszország (RUS)                                                 | 3                                                                 | 4                                                                 | 3                                                                 | 10       |
| 3.                                                                | Németország (GER)                                                 | 2                                                                 | 1                                                                 | 0                                                                 | 3        |
| 3.                                                                | Egyesült Államok (USA)                                            | 2                                                                 | 1                                                                 | 0                                                                 | 3        |
| 5.                                                                | Olaszország (ITA)                                                 | 1                                                                 | 2                                                                 | 0                                                                 | 3        |
| 6.                                                                | Ausztrália (AUS)                                                  | 1                                                                 | 0                                                                 | 1                                                                 | 2        |
| 6.                                                                | Bulgária (BUL)                                                    | 1                                                                 | 0                                                                 | 1                                                                 | 2        |
| 8.                                                                | Magyarország (HUN)                                                | 1                                                                 | 0                                                                 | 0                                                                 | 1        |
| 8.                                                                | Ukrajna (UKR)                                                     | 1                                                                 | 0                                                                 | 0                                                                 | 1        |
| 8.                                                                | Egyesült Arab Emírségek (UAE)                                     | 1                                                                 | 0                                                                 | 0                                                                 | 1        |
|                                                                   |                                                                   |                                                                   |                                                                   |                                                                   |          |
| 11.                                                               | Dél-Korea (KOR)                                                   | 0                                                                 | 2                                                                 | 1                                                                 | 3        |
| 12.                                                               | Csehország (CZE)                                                  | 0                                                                 | 1                                                                 | 1                                                                 | 2        |
| 13.                                                               | Finnország (FIN)                                                  | 0                                                                 | 1                                                                 | 0                                                                 | 1        |
| 13.                                                               | India (IND)                                                       | 0                                                                 | 1                                                                 | 0                                                                 | 1        |
| 13.                                                               | Szerbia és Montenegró (SCG)                                       | 0                                                                 | 1                                                                 | 0                                                                 | 1        |
| 13.                                                               | Spanyolország (ESP)                                               | 0                                                                 | 1                                                                 | 0                                                                 | 1        |
|                                                                   |                                                                   |                                                                   |                                                                   |                                                                   |          |
| 17.                                                               | Azerbajdzsán (AZE)                                                | 0                                                                 | 0                                                                 | 2                                                                 | 2        |
| 18.                                                               | Ausztria (AUT)                                                    | 0                                                                 | 0                                                                 | 1                                                                 | 1        |
| 18.                                                               | Fehéroroszország (BLR)                                            | 0                                                                 | 0                                                                 | 1                                                                 | 1        |
| 18.                                                               | Kuba (CUB)                                                        | 0                                                                 | 0                                                                 | 1                                                                 | 1        |
| 18.                                                               | Észak-Korea (PRK)                                                 | 0                                                                 | 0                                                                 | 1                                                                 | 1        |
| 18.                                                               | Szlovákia (SVK)                                                   | 0                                                                 | 0                                                                 | 1                                                                 | 1        |
|                                                                   |                                                                   |                                                                   |                                                                   |                                                                   |          |
| Összesen                                                          | Összesen                                                          | 17                                                                | 17                                                                | 17                                                                | 51       |

## Férfi

### Éremtáblázat
(A rendező ország csapata és a magyar érmesek eltérő háttérszínnel, az egyes számoszlopok legmagasabb értéke vagy értékei vastagítással kiemelve.)
| A 2004. évi nyári olimpiai játékok éremtáblázata férfi sportlövészetben | A 2004. évi nyári olimpiai játékok éremtáblázata férfi sportlövészetben | A 2004. évi nyári olimpiai játékok éremtáblázata férfi sportlövészetben | A 2004. évi nyári olimpiai játékok éremtáblázata férfi sportlövészetben | A 2004. évi nyári olimpiai játékok éremtáblázata férfi sportlövészetben | Olimpia  |
| ----------------------------------------------------------------------- | ----------------------------------------------------------------------- | ----------------------------------------------------------------------- | ----------------------------------------------------------------------- | ----------------------------------------------------------------------- | -------- |
|                                                                         | Ország                                                                  | Arany                                                                   | Ezüst                                                                   | Bronz                                                                   | Összesen |
| 1.                                                                      | Kína (CHN)                                                              | 3                                                                       | 1                                                                       | 1                                                                       | 5        |
| 2.                                                                      | Oroszország (RUS)                                                       | 2                                                                       | 3                                                                       | 3                                                                       | 8        |
| 3.                                                                      | Németország (GER)                                                       | 2                                                                       | 1                                                                       | 0                                                                       | 3        |
| 4.                                                                      | Egyesült Államok (USA)                                                  | 1                                                                       | 1                                                                       | 0                                                                       | 2        |
| 4.                                                                      | Olaszország (ITA)                                                       | 1                                                                       | 1                                                                       | 0                                                                       | 2        |
| 6.                                                                      | Egyesült Arab Emírségek (UAE)                                           | 1                                                                       | 0                                                                       | 0                                                                       | 1        |
|                                                                         |                                                                         |                                                                         |                                                                         |                                                                         |          |
| 7.                                                                      | Finnország (FIN)                                                        | 0                                                                       | 1                                                                       | 0                                                                       | 1        |
| 7.                                                                      | India (IND)                                                             | 0                                                                       | 1                                                                       | 0                                                                       | 1        |
| 7.                                                                      | Dél-Korea (KOR)                                                         | 0                                                                       | 1                                                                       | 0                                                                       | 1        |
|                                                                         |                                                                         |                                                                         |                                                                         |                                                                         |          |
| 10.                                                                     | Ausztrália (AUS)                                                        | 0                                                                       | 0                                                                       | 1                                                                       | 1        |
| 10.                                                                     | Ausztria (AUT)                                                          | 0                                                                       | 0                                                                       | 1                                                                       | 1        |
| 10.                                                                     | Fehéroroszország (BLR)                                                  | 0                                                                       | 0                                                                       | 1                                                                       | 1        |
| 10.                                                                     | Észak-Korea (PRK)                                                       | 0                                                                       | 0                                                                       | 1                                                                       | 1        |
| 10.                                                                     | Kuba (CUB)                                                              | 0                                                                       | 0                                                                       | 1                                                                       | 1        |
| 10.                                                                     | Szlovákia (SVK)                                                         | 0                                                                       | 0                                                                       | 1                                                                       | 1        |
|                                                                         |                                                                         |                                                                         |                                                                         |                                                                         |          |
| Összesen                                                                | Összesen                                                                | 10                                                                      | 10                                                                      | 10                                                                      | 30       |

### Érmesek
| A 2004. évi nyári olimpiai játékok férfi érmesei sportlövészetben |                                                             |                                                         |                                                          |
| Versenyszám                                                       | Arany                                                       | Ezüst                                                   | Bronz                                                    |
| Légpisztoly                                                       | Vang Ji-fu (Wang Yifu) · Kína (CHN) · 690.0 (590)           | Mihail Nyesztrujev · Oroszország (RUS) · 689.8 (591)    | Vlagyimir Iszakov · Oroszország (RUS) · 684.3 (584)      |
| Gyorstüzelő pisztoly (2 × 30 löv.)                                | Ralf Schumann · Németország (GER) · 694.9 (592)             | Szergej Poljakov · Oroszország (RUS) · 692.7 (592)      | Szergej Alifirenko · Oroszország (RUS) · 692.3 (592)     |
| Szabadpisztoly (60 löv.)                                          | Mihail Nyesztrujev · Oroszország (RUS) · 663.3 (565)        | Csin Dzsongo · Dél-Korea (KOR) · 661.5 (567)            | Kim Dzsongszu · Észak-Korea (PRK) · 657.7 (564)          |
| Légpuska (60 löv.)                                                | Csu Csi-nan (Zhu Qinan) · Kína (CHN) · 702.7 (599)          | Li Csie (Li Jie) · Kína (CHN) · 701.3 (598)             | Gönci József · Szlovákia (SVK) · 697.4 (596)             |
| Kisöbű sportpuska, fekvő (60 löv.)                                | Matthew Emmons · Egyesült Államok (USA) · 703.3 (599)       | Christian Lusch · Németország (GER) · 702.2 (598)       | Szjarhej Martinav · Fehéroroszország (BLR) · 701.6 (596) |
| Kisöbű sportpuska, összetett (3 × 40 löv.)                        | Csia Csan-po (Jia Zhanbo) · Kína (CHN) · 1264.5 (1171)      | Michael Anti · Egyesült Államok (USA) · 1263.1 (1165)   | Christian Planer · Ausztria (AUT) · 1262.8 (1167)        |
| Futócél (30+30 löv.)                                              | Manfred Kurzer · Németország (GER) · 682.4 (590) VCS        | Alekszandr Blinov · Oroszország (RUS) · 678.0 (578)     | Dimitrij Likin · Oroszország (RUS) · 677.1 (584)         |
| Skeet (125 korong)                                                | Andrea Benelli · Olaszország (ITA) · 149/5 (124)            | Marko Kemppainen · Finnország (FIN) · 149/4 (125)       | Juan Miguel Rodríguez · Kuba (CUB) · 147/10 (122)        |
| Trap (125 korong)                                                 | Alekszej Alipov · Oroszország (RUS) · 149 (124)             | Giovanni Pellielo · Olaszország (ITA) · 146 (122)       | Adam Vella · Ausztrália (AUS) · 145 (121)                |
| Dupla trap (150 korong)                                           | Ahmed el-Maktúm · Egyesült Arab Emírségek (UAE) · 189 (144) | Rádzsajavardhan Szingh Ráthod · India (IND) · 179 (135) | Vang Cseng (Wang Zheng) · Kína (CHN) · 178 (137)         |

## Női

### Éremtáblázat
| A 2004. évi nyári olimpiai játékok éremtáblázata női sportlövészetben | A 2004. évi nyári olimpiai játékok éremtáblázata női sportlövészetben | A 2004. évi nyári olimpiai játékok éremtáblázata női sportlövészetben | A 2004. évi nyári olimpiai játékok éremtáblázata női sportlövészetben | A 2004. évi nyári olimpiai játékok éremtáblázata női sportlövészetben | Olimpia  |
| --------------------------------------------------------------------- | --------------------------------------------------------------------- | --------------------------------------------------------------------- | --------------------------------------------------------------------- | --------------------------------------------------------------------- | -------- |
|                                                                       | Ország                                                                | Arany                                                                 | Ezüst                                                                 | Bronz                                                                 | Összesen |
| 1.                                                                    | Kína (CHN)                                                            | 1                                                                     | 1                                                                     | 2                                                                     | 4        |
| 2.                                                                    | Oroszország (RUS)                                                     | 1                                                                     | 1                                                                     | 0                                                                     | 2        |
| 3.                                                                    | Bulgária (BUL)                                                        | 1                                                                     | 0                                                                     | 1                                                                     | 2        |
| 4.                                                                    | Ausztrália (AUS)                                                      | 1                                                                     | 0                                                                     | 0                                                                     | 1        |
| 4.                                                                    | Egyesült Államok (USA)                                                | 1                                                                     | 0                                                                     | 0                                                                     | 1        |
| 4.                                                                    | Magyarország (HUN)                                                    | 1                                                                     | 0                                                                     | 0                                                                     | 1        |
| 4.                                                                    | Ukrajna (UKR)                                                         | 1                                                                     | 0                                                                     | 0                                                                     | 1        |
|                                                                       |                                                                       |                                                                       |                                                                       |                                                                       |          |
| 8.                                                                    | Csehország (CZE)                                                      | 0                                                                     | 1                                                                     | 1                                                                     | 2        |
| 8.                                                                    | Dél-Korea (KOR)                                                       | 0                                                                     | 1                                                                     | 1                                                                     | 2        |
| 10.                                                                   | Olaszország (ITA)                                                     | 0                                                                     | 1                                                                     | 0                                                                     | 1        |
| 10.                                                                   | Spanyolország (ESP)                                                   | 0                                                                     | 1                                                                     | 0                                                                     | 1        |
| 10.                                                                   | Szerbia és Montenegró (SCG)                                           | 0                                                                     | 1                                                                     | 0                                                                     | 1        |
|                                                                       |                                                                       |                                                                       |                                                                       |                                                                       |          |
| 13.                                                                   | Azerbajdzsán (AZE)                                                    | 0                                                                     | 0                                                                     | 2                                                                     | 2        |
|                                                                       |                                                                       |                                                                       |                                                                       |                                                                       |          |
| Összesen                                                              | Összesen                                                              | 7                                                                     | 7                                                                     | 7                                                                     | 21       |

### Érmesek
| A 2004. évi nyári olimpiai játékok női érmesei sportlövészetben |                                                      |                                                               |                                                         |
| Versenyszám                                                     | Arany                                                | Ezüst                                                         | Bronz                                                   |
| Légpisztoly                                                     | Olena Kosztevics · Ukrajna (UKR) · 483.3/10 (384)    | Jasna Šekarić · Szerbia és Montenegró (SCG) · 483.3/9.4 (387) | Marija Grozdeva · Bulgária (BUL) · 482.3/10 (386)       |
| Sportpisztoly (30+30 löv.)                                      | Marija Grozdeva · Bulgária (BUL) · 688.2 (585)       | Lenka Hyková · Csehország (CZE) · 687.8 (588)                 | İradə Aşumova · Azerbajdzsán (AZE) · 687.3 (588)        |
| Légpuska                                                        | Tu Li (Du Li) · Kína (CHN) · 502.0 (398)             | Ljubov Galkina · Oroszország (RUS) · 501.5 (399)              | Kateřina Kůrková · Csehország (CZE) · 501.1 (398)       |
| Kisöbű sportpuska, összetett (3 × 20 löv.)                      | Ljubov Galkina · Oroszország (RUS) · 688.4 (587)     | Valentina Turisini · Olaszország (ITA) · 685.9 (585)          | Vang Cseng-ji (Wang Chengyi) · Kína (CHN) · 685.4 (584) |
| Skeet (75 korong)                                               | Igaly Diána · Magyarország (HUN) · 97 (72)           | Vej Ning (Wei Ning) · Kína (CHN) · 93/2 (71)                  | Zemfira Meftahətdinova · Azerbajdzsán (AZE) · 93/1 (71) |
| Trap (75 korong)                                                | Suzanne Balogh · Ausztrália (AUS) · 88 (66)          | María Quintanel · Spanyolország (ESP) · 84 (65)               | I Bona · Dél-Korea (KOR) · 83 (60)                      |
| Dupla trap (120 korong)                                         | Kimberley Rhode · Egyesült Államok (USA) · 146 (110) | I Bona · Dél-Korea (KOR) · 145 (110)                          | Kao O (Gao E) · Kína (CHN) · 142/2 (107)                |